# Ignición de flatulencias

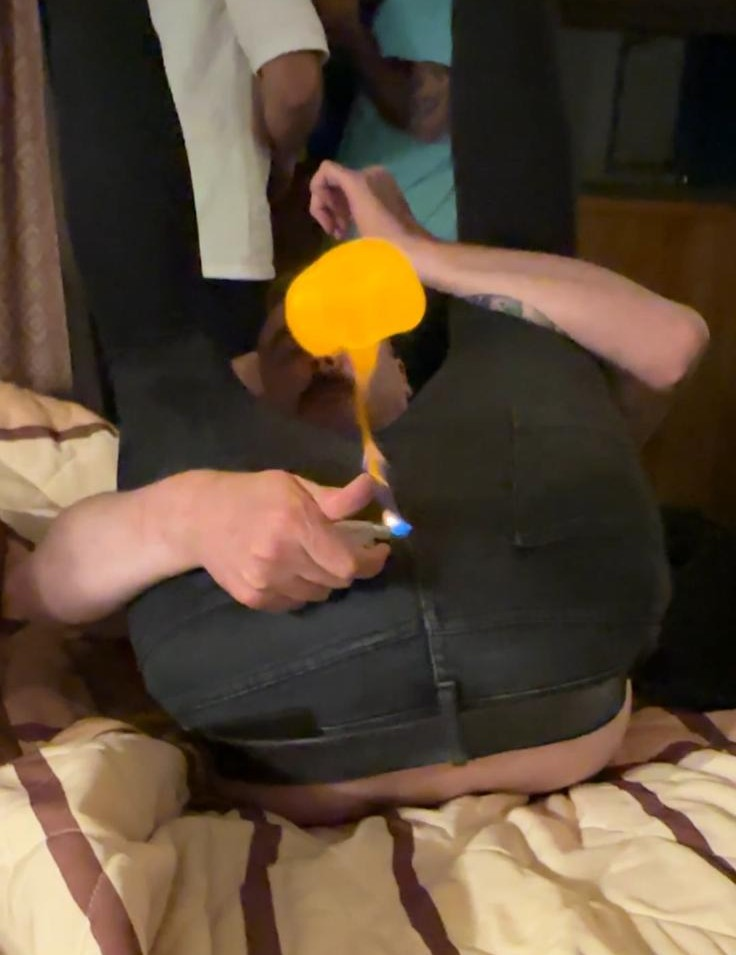
Ejemplo de una ejecución perfecta de una ignición de flatulencia.

La ignición de flatulencias, conocido popularmente como: quema-pedos, dardo azul, fundillo-azul , fundillo-zafiro , lanza ortos , bazooka del culo, llama azul, ángel azul, piroflatulencia, pedo manija, prender peos, ignición anal, arde-esfínteres, flama-rectos, mechero-anal, entre muchas otras, es la práctica de prender fuego a los gases producidos por las flatulencias humanas, a menudo produciendo una llama de color azul. También se pueden producir llamas de color naranja o amarillo, dependiendo de la mezcla de gases que se forma en el colon.
Aunque hay muy poca literatura científica sobre las propiedades combustivas de las flatulencias, los relatos anecdóticos sobre la ignición de flatulencias son muy comunes en la cultura popular, con referencias en los cómics, películas, televisión y los dibujos animados.

## Química
La composición de las ventosidades varía de manera importante entre las personas. Las flatulencias producen una mezcla de gases con los siguientes seis como componentes principales:
- ácido sulfhídrico,
- carbono,
- hidrógeno,
- metano,
- nitrógeno,
- oxígeno.

El metano arde en presencia de oxígeno formando agua y dióxido de carbono y produciendo a menudo una llama de matiz azulado (ΔHc = -891 kJ/mol), de la siguiente manera:
CH4(g) + 2O2(g) → CO2(g) + 2H2O(g)
El ácido sulhídrico también combustiona (ΔHc = -519 kJ/mol) resultando una relación estequiométrica de:
2H2S(g) + 3O2(g) → 2SO2(g) + 2H2O(g)
El olor asociado a los pedos es debido al ácido sulfhídrico, escatol, indol, aminas volátiles y ácidos grasos volátiles. Estas sustancias son detectables por las neuronas olfativas en concentraciones tan escasas como 10 partes por mil millones, siendo el ácido sulfhídrico el más detectable.

### Producción del gas
Algunos de los gases son producidos por bacterias que viven en simbiosis dentro del intestino grueso de los humanos y otros mamíferos. Los gases son creados como un subproducto de la digestión de las bacterias de la comida en sustancias relativamente simples. Tanto el oxígeno como el nitrógeno encontrados en las flatulencias provienen de la aerofagia, mientras que el CO2 resulta de la reacción del ácido estomacal (Ácido clorhídrico) con el NaHCO3 que se encuentra disuelto en la bilis pancreática.

## Inflamabilidad
Debido a que el metano, ácido sulfhídrico y el hidrógeno presentes son inflamables, el hacer explotar los gases resultantes puede provocar quemaduras o explosiones, al igual que la deseada llama. La ropa, el pelo o la piel pueden incendiarse y los tejidos sensibles pueden resultar dañados.

## Técnica y seguridad
El acto de prender fuego a las flatulencias se lleva a cabo usando una llama abierta como la que proporcionan una vela o un encendedor. Existen páginas web por internet que se dedican exclusivamente a explicar técnicas adecuadas para realizar la acción. Los problemas más normales de los que se han informado son fuertes y dolorosas quemaduras en la zona que rodea al ano. Se han dado casos de quemaduras serias en otras partes del cuerpo, pero la vestimenta ayuda a proteger la piel de los practicantes. El hecho de llevar pantalones (por ejemplo, de algodón.) es una buena medida de seguridad. Al igual que con todas las acrobacias que implican fuego, las prendas de algodón, especialmente si están húmedas, o incluso mejor, lana, son más seguras que las prendas sintéticas. El punto de inflamación del algodón es de 210 °C, y es difícil que se produzca ignición accidental. Pero muchos tejidos comunes de procedencia sintética, como el forro polar de poliéster o el nylon, pueden prenderse o derretirse adhiriéndose a la piel. Muchos practicantes expertos sugieren que se vistan vaqueros denim durante el proceso, ya que debido a su grosor, el vaquero hace un buen trabajo al proteger la piel de las quemaduras. Si se realiza esta acción exclusivamente en ropa interior (con prendas sintéticas) o totalmente desnudo, puede provocar quemaduras de importancia en el ano, el escroto o la vagina.

## Motivaciones
El arte humano del quemar pedos. Compresión, ignición, combustión y escape.
Frank Zappa.

La ignición de flatulencias ha sido una práctica de broma, principalmente entre hombres jóvenes o estudiantes de universidad durante décadas, pero no tiene apoyos por su potencial a la hora de causar daños a las personas. Estos experimentos ocurren típicamente en viajes de acampada y en residencias masculinas o femeninas, como en casas del árbol, dormitorios, o casas de fraternidades. Con la posibilidad de compartir videos por internet, cientos de grabaciones propias, tanto a modo de documental como de broma, han sido publicados en sitios como YouTube. La gente que aparece en esos videos son mayoritariamente hombres jóvenes. En su libro The Curse of the Self: Self-Awareness, Egotism, and the Quality of Human Life, el autor Mark Richard Leary explica como una gran parte de la infelicidad de las personas es por su incapacidad de ejercer control sobre sus pensamientos y su comportamiento, y que las maniobras estúpidas, como las de hacer arder los gases corporales son una forma de crear una impresión y de ser incluidos en un grupo.

## Uso en la cultura popular
Muchos encuentran un valor cómico en la acción de incendiar los pedos, y la actividad cada vez se representa más en la cultura popular, posiblemente porque, "para los adultos, el encanto de lo vulgar es regresivo o a veces secretamente placentero."

### En las historietas
La personalidad radiofónica Howard Stern, dobló una broma por radio por su uso de humor escatológico que creó una amplia controversia para The Howard Stern Show, citando una escena en la que se lleva a cabo la acción al perder al primer afiliado de la NBC cuando WGIT en Hartford canceló el espectáculo.
Larry the Cable Guy ha usado rutinariamente una broma en la comedia hablada en la que se refiere a los pedos en llamas, y en una de ellas, le prende fuego a su camión.

### En la música
La canción de 1968 de Mothers of Invention "Let's Make The Water Turn Black" es una historia real de dos hermanos adolescentes que eran vecinos del compositor Frank Zappa. Entre otras travesuras, pasaban todo el tiempo tras la escuela intentando hacer arder las flatulencias del otro.

### En las películas
En la película de 1977 Stroszek dirigida por Werner Herzog, aparece esta práctica como "regalo" de parte de un compañero de celda a Bruno Stroszek (protagonista) cuando sale de prisión.
En la secuencia de Navidad que inicia la película de Ingmar Bergman, Fanny y Alexander de 1982, los niños del título ven una demostración de flatulencia ardiente por parte de su tío.
En la película de 1985 Weekend Warriors, los guardas en la unidad se animan, mientras uno de sus miembros come judías y procede a crear una piroflatulencia, justo cuando un congresista entra en la habitación. El espectador puede contemplar la cara del congresista iluminada por la luz de la llama.
En la película de 1993 Daniel el Travieso, Daniel era el "secuestrador" de Switchblade Sam quien, en su estupidez, le permitió ser atado. La llave, perdida en la lata de judías calentadas, tenía que ser encontrada dándolas de comer a Switchblade Sam, que estaba sentado junto al fuego. Horas después, las judías dieron su fruto con llamas que llegaban hasta sus tobillos.[cita requerida]
Una secuencia fantástica en Dumb and Dumber, de 1994, en la que se muestra al protagonista, encarnado por Jim Carrey, encendiendo un pedo como una broma en agradable compañía. Estas extrañas circunstancias para la broma son intencionalmente desagradables; la fantasía del personaje se creó como extraña e irreal.
En la película La teta y la luna, un personaje da un espectáculo basado en la ignición de sus pedos.
En la película Jack (Rodada en 1996.), Jack, encarnado por Robin Williams, y sus amigos de la escuela, hacen arder sus flatulencias en una casa del árbol.
En la película Beavis and Butt-Head Do America de 1996, la pareja encuentran a sus padres en el desierto. Tras el encuentro, el hombre mayor que se parece a Butt-head ofrece mostrar algo muy divertido, y entonces se tira un pedo sobre la fogata con atómicos resultados.
La ignición de flatulencias es una parte importante del argumento de los inicios de la película de 1999 South Park: Bigger, Longer & Uncut. Poco después de haber presentado a los personajes, uno de ellos, Kenny McCormick muere tras intentar encender uno de sus pedos como un atrevimiento. (Las muertes de Kenny causadas por extraños motivos son un gag de la serie). Los chicos hacen este atrevimiento en respuesta a ver a Terrance y Phillip encender las flatulencias del otro en la película, Asses of Fire ("Ases del Fuego", nótese que "asses" en inglés también significa "culos"). Después de proceder al encendido, Kenny sufre una combustión espontánea y va al hospital; a través de una serie de acontecimientos los médicos sustituyen su corazón por una patata asada y explota, matándole y enviándole al infierno.
También, en el primer episodio de la serie televisiva, South Park, ("Cartman Gets an Anal Probe"), Cartman expulsa fuego por su ano debido a la existencia de un platillo volante alienígena alojado en su recto.
En la secuela de 2000 de la película de aventuras Dragonheart: A New Beginning el joven dragón Drake, mientras aprendía a respirar fuego, accidentalmente traga ese fuego y expulsa una bola de fuego por el ano quemando un molino.
En Extreme Days (2001), los cuatro principales protagonistas masculinos se muestran en una escena encendiendo sus ventosidades en una oscura habitación de hotel mientras reían profundamente.[cita requerida]
En la película del mismo año Movie Wet Hot American Summer, durante el concurso de talentos un chico hacer arder uno de sus pedos.
En la película "Saving Silverman", el personaje J.D. McNugent (Retratado por Jack Black.) afirma que en el instituto, intentó encender sus pedos, pero en su lugar le prendió fuego a su testículo derecho y tras ello no le ha vuelto a crecer el pelo.
en la película de 2002 Scooby-Doo, cuando Mystery Inc está disfrazado para evitar ser capturado, Shaggy Rogers (Representado por Matthew Lillard.) expulsa gases demasiado cerca de una vela, creando una explosión.
En la película ¿Y tú quién eres?, dirigida por Antonio Mercero en 2007, los ancianos residentes en un centro geriátrico juegan, a escondidas, haciendo arder los pedos.
En la comedia sexual Buddy film de tipo screwball I Now Pronounce You Chuck and Larry, rodada en 2007, los protagonistas, que son bomberos, preguntan a uno de los rescatados si han provocado el fuego probando la ignición de sus flatulencias. El hombre es obeso mórbido y esta es parte de una serie de bromas sobre la obesidad con el hombre cayendo sobre los bomberos como un último gag.
En la película de 2009 G-Force, Hurley y Blaster intentan escapar de una jaula usando el fuego provocado por sus pedos.

### En la televisión
En la comedia británica Bottom, el personaje Richard Richard, una persona de 40 años y virgen, cuyo papel era interpretado por el famoso cómico Rik Mayall, intenta vender su alma para conseguir sexo con mujeres bellas. Para sellar el pacto, se come las "semillas del mal" (Semillas que sobraron en la cena de Navidad cocinadas en salsa de curry). Richard también fuerza a sus amigos a comer unas cuantas. Cuando los personajes recuperan la consciencia horas más tarde, literalmente expulsan fuego.
En el episodio de 1999 " Spontaneous Combustion" de la serie animada para adultos South Park, se atribuye la combustión espontánea humana a la ignición de las flatulencias de las personas. Todo el pueblo es advertido de que deben liberar sus gases incluso en situaciones sociales aunque sea una práctica inadecuada.
La comedia de situación de la UPN Rock Me Baby (Emitida entre 2003 y 2004), dos pinchadiscos realizan la práctica mientras están en el aire. Poco después, toda una fraternidad estudiantil, inspirada por la transmisión, es hospitalizada por quemaduras rectales tras intentar prender fuego a sus pedos—dando como resultado duras multas impuestas a la emisora por escándalo público.
En el episodio de Beavis and Butt-Head "Butt Flambé", la pareja visita una sala de emergencias después de que Beavis se quemara profundamente al encender sus flatulencias.
En el episodio de Padre de Familia Viewer mail #1, Chris Griffin recibe los poderes de la pirokinesis y prende fuego a los gases de su padre creando así una llamarada de unos metros de longitud.  En mayo de 2006 el episodio Untitled Griffin Family History', la historia del universo comienza cuando Dios hace arder sus gases dando como resultado al Big bang y a los objetos de la Vía Láctea.
En un episodio de The Cleveland Show, Gone with the Wind, se ve a Cleveland usando un lanzallamas para crear una combustión con sus gases durante un concurso de karaoke, divirtiendo a la multitud.
Un anuncio de Bud Light en la Super Bowl de 2004 presentaba a un carruaje con caballos en el que una pareja se pone romántica y el hombre le da a la mujer una vela encendida. Mientras él se separa para buscar una Bud Light; el caballo expulsa una ventosidad que arde por la llama, causando una explosión y pudiendo ver los resultados, el pelo quemado de la mujer y su cara chamuscada. Al final del anuncio, un viandante lo llama "El Carruaje-Cohete".
En la serie animada Johnny Test un personaje, Johnny X, tiene la capacidad de producir pedos ardientes llamados "peos poderosos".
La canción de apertura de The Man Show incluye el verso "Quit your job and light a fart" y hace numerosas referencias a la práctica de la ignición de las flatulencias a lo largo del espectáculo.
En un episodio de la serie de marionetas Spitting Image, Rupert Murdoch usa pedos en llamas para hacer tostadas.
En el episodio de abril de 2007 "Aunt Myra Doesn't Pee a Lot" de la comedia de situación Dos Hombres y Medio, Alan preguntaa como llegó la cera a los pantalones de Jake, Jake confirma que es debido a encender sus pedos.
En un episodio de Kenny vs Spenny, Kenny Hotz intenta encender los gases de su pequeño sobrino con la esperanza de crear un nuevo video viral.
Un anuncio de 2010 de cecina JackLink muestra al Sasquach expulsando sus gases en una fogata, prendiéndole fuego. esto ocurre después de que los campistas le provocaran con un aparato de crear pedorretas.
En un episodio sin transmitir de Mythbusters, Adam prende su flatulencia mientras se sienta en el "Flatus Ignition Seat" en frente de una cámara de alta velocidad para demostrar que la ignición de flatulencias de un humano es posible.

## Patentes
Hacia mayo de 2000, una patente estadounidense fue concedida para un "aparato lanzador de misiles actuado por gas", un producto que permitiría que los gases del colon de alguien fueran almacenados para ser quemados posteriormente para "lanzar el misil al espacio".